# Takashi Ishimoto
Takashi Ishimoto (jap. 石本 隆, Ishimoto Takashi; * 6. April 1935 in der Präfektur Kōchi; † 1. März 2009 ebenda) war ein japanischer Schwimmer und Olympiateilnehmer.
Er gehörte im Jahre 1956 bei den Olympischen Sommerspielen im australischen Melbourne zum Aufgebot seines Heimatlandes und erkämpfte dort über 200 m Schmetterling die Silbermedaille. Seine erfolgreichsten Wettkämpfe bestritt er bei den Asienspielen, wo er insgesamt vier Goldmedaillen gewinnen konnte.

## Internationale Rekorde
In der zweiten Hälfte der 1950er Jahre stellte Ishimoto mehrere Weltrekorde über die 100 Meter Schmetterling auf. Am 16. Juni 1957 brach er in Kurume die Bestmarke des Ungarn György Tumpek und verbesserte sie mit 1:01,5 Minuten um beinahe zwei Sekunden. In den folgenden Jahren unterbot er seinen eigenen Rekord vier Mal, bevor er ihn am 26. Juni 1960 an den US-Amerikaner Lance Larson verlor.
Über 200 Meter Schmetterling hielt er mit 2:20,8 Minuten zwischen dem 1. Oktober 1955 und dem 14. März 1956 und mit der Staffel über 4 × 100 Meter Lagen zwischen dem 7. September 1957 und dem 25. Juli 1958 den Weltrekord.